# Piemonte Woman Cup 2010
La II Piemonte Woman Cup di pallavolo femminile si è svolta dal 27 al 29 luglio 2010 a Torino, in Italia. Al torneo hanno partecipato 4 squadre nazionali e la vittoria finale è andata per la prima volta al Giappone.

## Impianti
|                                                                 |
|                                                                 |
| PalaRuffini Città: Torino Capienza: 4.500 Anno d'apertura: 1961 |

## Squadre partecipanti

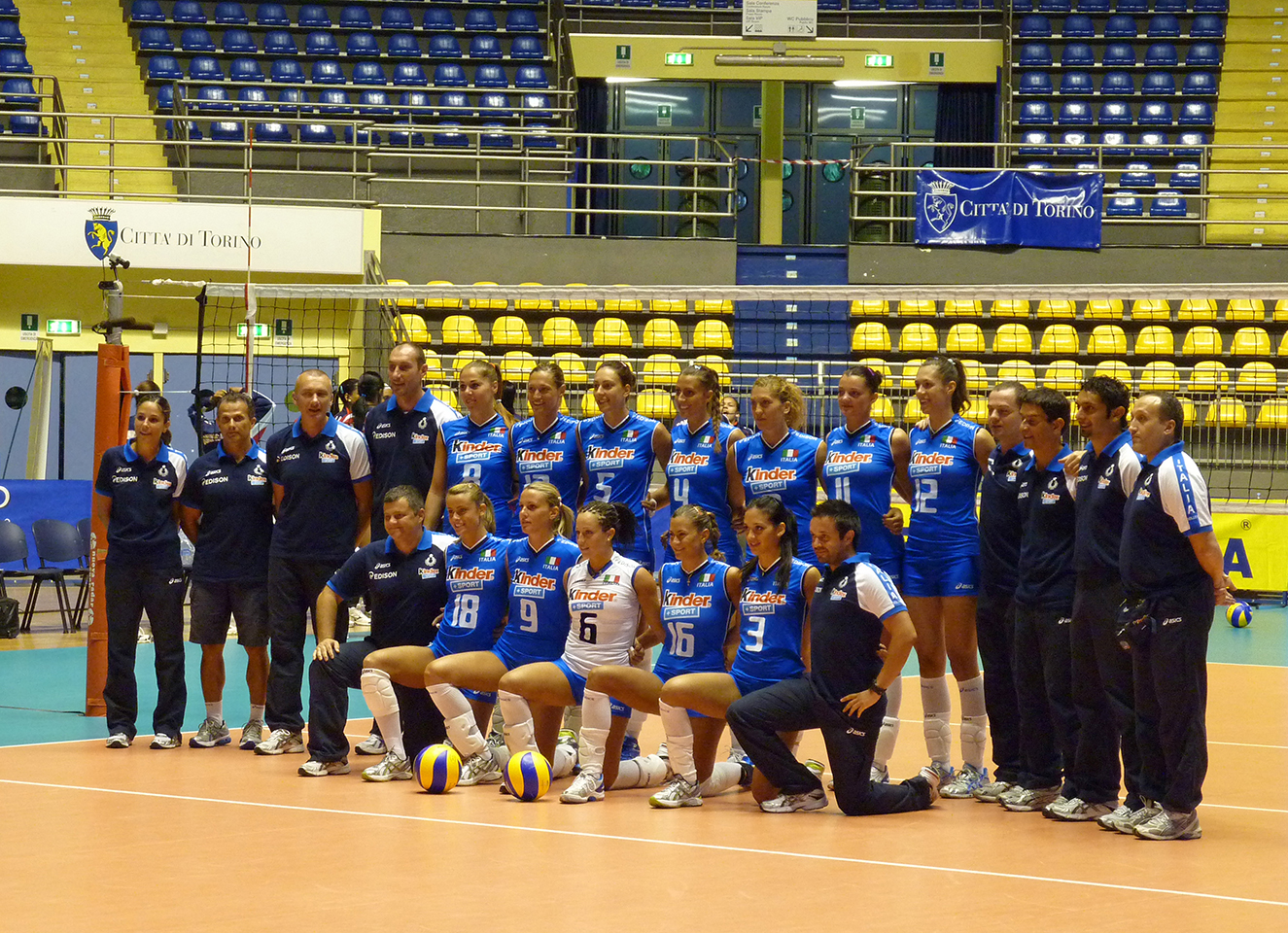
La nazionale italiana medaglia d'argento

- Giappone
- Italia
- Paesi Bassi
- Rep. Dominicana

## Podio

### Campione
Formazione: 1 Hiroko Matsuura, 3 Yoshie Takeshita, 4 Kaori Inoue, 5 Ai Ōtomo, 6 Yūko Sano, 7 Mai Yamaguchi, 8 Chie Yoshizawa, 9 Mizuho Ishida, 11 Erika Araki, 12 Saori Kimura, 14 Yukiko Ebata, 16 Saori Sakoda, 17 Akiko Ino, 19 Kanari Hamaguchi, CT: Masayoshi Manabe

### Secondo posto
Formazione: 1 Claudia Cagninelli, 2 Cristina Barcellini, 3 Immacolata Sirressi, 4 Lucia Crisanti, 5 Giulia Rondon, 6 Enrica Merlo, 8 Monica Ravetta, 9 Francesca Marcon, 10 Chiara Di Iulio, 11 Serena Ortolani, 12 Ilaria Garzaro, 13 Valentina Arrighetti, 14 Annamaria Quaranta, 16 Lucia Bosetti, 17 Noemi Signorile, 18 Marta Bechis, 19 Laura Saccomani, 20 Silvia Segalina, CT: Massimo Barbolini

### Terzo posto
Formazione: 3 Francieen Hurmann, 4 Chaïne Staelens, 5 Robin De Kruijf, 6 Maret Grothues, 7 Quinta Steenbergen, 8 Alice Blom, 9 Myrth Schoot, 10 Janneke van Tienen, 11 Caroline Wensink, 12 Manon Flier, 14 Laura Dijkema, 16 Debby Stam, 17 Nicole Koolhaas, 18 Judith Blansjaar, CT: Avital Selinger

## Classifica finale
| Classifica | Squadre         |
| ---------- | --------------- |
|            | Giappone        |
|            | Italia          |
|            | Paesi Bassi     |
| 4          | Rep. Dominicana |